# Врубльова
Врубльова (пол. Wróblowa) — село в Польщі, у гміні Бжиська Ясельського повіту Підкарпатського воєводства.
Населення — 627 осіб (2011).
У 1975-1998 роках село належало до Кросненського воєводства.

## Демографія
Демографічна структура станом на 31 березня 2011 року:
|          | Загалом | Допрацездатний вік | Працездатний вік | Постпрацездатний вік |
| -------- | ------- | ------------------ | ---------------- | -------------------- |
| Чоловіки | 321     | 68                 | 231              | 22                   |
| Жінки    | 306     | 67                 | 179              | 60                   |
| Разом    | 627     | 135                | 410              | 82                   |